# Pompei Paulí
Pompei Paulí o Pompeu Paulí (en llatí: Pompeius Paulinus) va ser un militar romà.
Va dirigir l'exèrcit a Germània el 58, junt amb Luci Antisti Vet, i va completar les obres dels dics per contenir el Rin començades per Drus seixanta-tres anys abans. L'any 62 va ser nomenat juntament amb Luci Calpurni Pisó i Ducenni Gemine com a superintendent dels ingressos públics i Tàcit l'anomena consularis, però el seu nom no consta als Fasti.
Sèneca li va dedicar el tractat De Brevitale Vitae. És molt probable que fos el pare de Pompea Paulina (Pompeia Paulina), esposa de Sèneca. Plini el Vell menciona un Pompeu Paulí fill d'un cavaller romà d'Arelate, que va ser governador de la Germània inferior que cal suposar és el mateix personatge. Diu d'ell que no viatjava mai sense portar amb ell tota la plata que tenia, d'un pes aproximat d'unes quatre tones.